# ライオン (漫画)
『ライオン』は、かわぐちかいじによる日本の漫画作品。日本経済界の雄たる鉄道グループのコンツェルンを率いる経営者の非嫡出子が父親の口添えにより会社経営の世界に入って手腕を発揮していく物語。前編は山奥のリゾート開発、後編はプロ野球チーム経営がテーマとなっている。西武グループの堤家がモデル。

## 登場人物
塙鉄人
塙神次郎の非嫡出子。高校で部活のラグビーに青春を捧げていたが、ひょんとしたことから父親に見いだされて、会社経営の世界に入る。
塙神次郎
国会議員でパシフィックグループの経営者。事業家としては一流だが、人間としては三流。
塙神一
塙神次郎の嫡出子で、鉄人の異母兄。神次郎からパシフィックグループの流通部門を任されている。
塙瑤子
塙神次郎の嫡出子で、鉄人の異母姉。学習院大学在学中。
志織
銀座クラブのホステス。鉄人と神一の双方に接触していくる。
清村
大学野球のスーパースター。
虎堂政治
パシフィックグループの番頭。